# Grand Prix de Fourmies 1997
La 65e édition du Grand Prix de Fourmies a eu lieu le 14 septembre 1997. Elle a été remportée par l'Italien Andrea Tafi.

## Classement final
| \| Classement général \| Classement général \| Classement général \| Classement général \| Classement général \| \| Coureur \| Coureur \| Pays \| Équipe \| Temps \| \| ------------------ \| ------------------ \| ------------------ \| ---------------------------- \| ------------------ \| \| 1er \| Andrea Tafi \| Italie \| Mapei-GB \| 4 h 51 min 14 s \| \| 2e \| Gianluca Bortolami \| Italie \| Festina-Lotus \| + 0 s \| \| 3e \| Michele Bartoli \| Italie \| MG Boys Maglificio-Technogym \| + 0 s \| \| 4e \| Wilfried Peeters \| Belgique \| Mapei-GB \| + 0 s \| \| 5e \| Sergio Barbero \| Italie \| Mercatone Uno \| + 0 s \| \| 6e \| Armin Meier \| Suisse \| Batik-Del Monte \| + 0 s \| \| 7e \| Mauro Gianetti \| Suisse \| La Française des jeux \| + 12 s \| \| 8e \| Bruno Boscardin \| Suisse \| Festina-Lotus \| + 13 s \| \| 9e \| Massimo Donati \| Italie \| Saeco-Estro \| + 17 s \| \| 10e \| Henk Vogels \| Australie \| Gan \| + 28 s \| |                    |           |                              |                 |
| |                    |           |                              |                 |
| Source : Cycling Archives |                    |           |                              |                 |
| Classement général |                    |           |                              |                 |
| Coureur | Coureur            | Pays      | Équipe                       | Temps           |
| 1er | Andrea Tafi        | Italie    | Mapei-GB                     | 4 h 51 min 14 s |
| 2e | Gianluca Bortolami | Italie    | Festina-Lotus                | + 0 s           |
| 3e | Michele Bartoli    | Italie    | MG Boys Maglificio-Technogym | + 0 s           |
| 4e | Wilfried Peeters   | Belgique  | Mapei-GB                     | + 0 s           |
| 5e | Sergio Barbero     | Italie    | Mercatone Uno                | + 0 s           |
| 6e | Armin Meier        | Suisse    | Batik-Del Monte              | + 0 s           |
| 7e | Mauro Gianetti     | Suisse    | La Française des jeux        | + 12 s          |
| 8e | Bruno Boscardin    | Suisse    | Festina-Lotus                | + 13 s          |
| 9e | Massimo Donati     | Italie    | Saeco-Estro                  | + 17 s          |
| 10e | Henk Vogels        | Australie | Gan                          | + 28 s          |